# Долина вовків: Ірак
«Долина вовків: Ірак» (тур. Kurtlar Vadisi: Irak) — бойовик режисера Сердара Акара про групу турецьких спецназівців, яка прибула в Ірак для помсти американцям. Світова прем'єра фільму відбулась 31 січня 2006 року. Фільм заснований на реальній історії. 4 липня підрозділ американських військ захопив таємну турецьку базу, на якій знаходилось усього одинадцять осіб.

## Сюжет
Фільм заснований на реальній історії. 4 липня підрозділ американських військ захопило таємну турецьку базу, на якій знаходилось усього одинадцять осіб. Турецькі солдати вважали, що це усього лише дружній візит зі сторони союзників, але все виявилось зовсім не так. Для американців вони це єдина сила в регіоні і в цей день одинадцять турецьких солдат були депортовані з відлогами на головах, без поваги їх честі та гідності, і на очах місцевих жителів.
Їх начальник, лейтенант Сулейман Аслан, не може пережити такої ганьби і покінчує життя самогубством. У своїй передсмертній записці він звертається до свого старого друга, досвідченого агента турецьких спецслужб Полата Алемдара. Полат не може не виконати останню волю свого друга і вирушає в Північний Ірак, щоби знайти людей, що познущались над його честю і вимусили розлучитися з життям. Те, що він побачив там, разюче відрізнялось від ситуації, що описувалося новою американською владою, сколихнуло його до глубини душі.
Винуватцем ганьби Сулеймана та багатьох інших злочинів проти людяності виявляється командир спеціальних підрозділів американських військ Сем Вільям Маршалл. Шлях Полата перетинається із однією з численних жертв Маршалла, молодою дівчиною Лейлою, і в своїх пошуках справедливості і помсти вони готові дійти до кінця.

## Міжнародна реакція
Фільм був заборонений для показу в США, Ізраїлі та деяких інших країнах.